# Baraboulé (département)
Pour les articles homonymes, voir Baraboulé.
Baraboulé  est un département et une commune rurale du Burkina Faso, situé dans la province du Soum et la région du Sahel. En 2012, le département comptait 29 883 habitants.

## Villages
Le département comprend un village chef-lieu (populations actualisées en 2012) :
- Baraboulé

et 22 autres villages :
- Baniel (424 habitants)
- Dambougaré (494 habitants)
- Dankanao (2 099 habitants)
- Dohouré (1 026 habitants)
- Dotoka (1 242 habitants)
- Fargo (246 habitants)
- Fili-Fili (1 631 habitants)
- Gassédiouga ou Gadiouga (565 habitants)
- Gasseltépaoua (1 887 habitants)
- Hocoulourou (1 773 habitants)
- Konga (523 habitants)
- Lessam (1 077 habitants)
- Méhéna (879 habitants)
- Oudouga (570 habitants)
- Ouindoupoli (3 307 habitants)
- Pahoundé (1 228 habitants)
- Petalbaye (554 habitants)
- Petalkoulérou (1 983 habitants)
- Pétégoli (3 654 habitants)
- Pétel (763 habitants)
- Soffi (589 habitants)
- Windéboki (1 124 habitants)